# Henri Étienne
Pour les articles homonymes, voir Étienne.
Pierre Henri Charles Étienne (21 février 1800 à Paris - 10 février 1861 à Paris), est un magistrat et homme politique français.

## Biographie
Fils de l'académicien Charles-Guillaume Étienne, il entreprit d'abord le commerce de la librairie, qu'il abandonna en août 1830, époque à laquelle il fut nommé conseiller référendaire à la cour des Comptes. 
Élu d'abord membre du conseil général de la Meuse, il succéda à son père qui venait d'être élevé à la pairie, comme député du 2e collège de la Meuse (Commercy), le 7 décembre 1839. Il s'occupa principalement des questions financières. 
Réélu, le 9 juillet 1842, il se prononça notamment contre l'indemnité Pritchard et pour la proposition Rémusat relative aux députés-fonctionnaires. Il obtint encore le renouvellement de son mandat, le 1er août 1846. Il siégea jusqu'à la Révolution française de 1848 dans les rangs du tiers-parti ; en 1847, il se mêla à l'agitation réformiste.
Le 23 avril 1848, Henri Etienne fut envoyé à l'Assemblée constituante, par le département de la Meuse. Vice-président du comité des finances, il fit partie de plusieurs commissions et parut assez souvent à la tribune. Il vota avec la droite : pour le rétablissement du cautionnement, pour les poursuites contre Louis Blanc et Caussidière, pour le rétablissement de la contrainte par corps, contre l'abolition de la peine de mort, contre le droit au travail, contre la réduction de l'impôt du sel, pour la proposition Rateau, contre l'amnistie, pour l'interdiction des clubs, pour les crédits de l'expédition de Rome, etc. 
Réélu, le 13 mai 1849, représentant à la Législative, il siégea dans la majorité conservatrice et lutta contre la gauche sans se prononcer pour la politique personnelle de l'Élysée. 
Au coup d'État du 2 décembre 1851, il fut un des protestataires à la mairie du 10e arrondissement de Paris.
Il n'eut point, sous le Second Empire, de fonctions politiques, mais il reprit en 1854 son siège de conseiller référendaire à la cour des Comptes, qu'il avait dû abandonner, lorsqu'il était représentant, pour raison d'incompatibilité.
Il est inhumé, en compagnie de son père, au cimetière du Père-Lachaise (26e division).